# Fayette (Missouri)
Fayette település az Amerikai Egyesült Államok Missouri államában, Howard megyében, melynek megyeszékhelye is. Lakosainak száma 2803 fő (2020. április 1.).

## Népesség
A település népességének változása:

| 2010 | 2 688 |
| 2020 | 2 803 |